# Gouvernement provisoire de 1814
Le gouvernement provisoire de 1814 est le gouvernement de la France entre le 1er avril et le 2 mai 1814. Il fait suite à la première abdication de Napoléon Ier. Il se conclut par la Première Restauration de la monarchie qui voit le retour des Bourbons sur le trône sous le règne de Louis XVIII, qui devient le chef du gouvernement. 
Restauration
Gouvernement de Napoléon Ier Gouvernement de la Première Restauration

## Chronologie
- 1er – 14 avril 1814 : Charles-Maurice de Talleyrand-Périgord : président du gouvernement provisoire.
- 14 avril – 2 mai 1814 : Charles-Philippe de France, fils de France, comte d'Artois, futur Charles X, lieutenant-général du Royaume.
- 2 mai 1814 : Louis XVIII, roi de France

## Nomination du1eravril 1814

### Membres du gouvernement provisoire
- Charles-Maurice de Talleyrand-Périgord (président)
- Pierre Riel de Beurnonville
- François Jaucourt
- Emmerich Joseph de Dalberg
- François-Xavier-Marc-Antoine de Montesquiou-Fézensac

## Nomination des ministres du 3 avril 1814
- Ministre des Affaires étrangères : Antoine de Laforêt
- Ministre de la Justice : Pierre Paul Nicolas Henrion de Pansey
- Ministre de l'Intérieur : Jacques Claude Beugnot
- Ministre de la Guerre : Pierre Dupont de l'Étang
- Ministre des Finances : Joseph-Dominique Louis
- Ministre de la Marine : Pierre-Victor Malouet
- Ministre de la police : Jules Anglès